# Naturbahnrodel-Junioreneuropameisterschaft 1988
Die 15. FIL-Naturbahnrodel-Junioreneuropameisterschaft fand vom 27. bis 28. Februar 1988 in Świeradów-Zdrój in Polen statt. Durch die Siege der Polen Krzysztof Niewiadomski und Oktawian Samulski sowie dem zweiten Platz von Renata Ścieszka gingen zum ersten Mal Medaillen an ein anderes Land als Italien oder Österreich.

## Einsitzer Herren
| Platz | Name                   | Zeit |
| ----- | ---------------------- | ---- |
| 01    | Krzysztof Niewiadomski | ?    |
| 02    | Josef Leitner          | ?    |
| 03    | Iwan Mahlknecht        | ?    |
| 04    | Kazimierz Pilarz       | ?    |
| 05    | Hannes Pichler         | ?    |
| 06    | Reinhard Beer          | ?    |
| 07    | Peter Braun            | ?    |
| 08    | Iwan Plebs             | ?    |
| 09    | Sten Helge Syversen    | ?    |
| 10    | Bruno Hochstaffel      | ?    |

50 Rodler kamen in die Wertung.

## Einsitzer Damen
| Platz | Name                | Zeit |
| ----- | ------------------- | ---- |
| 01    | Doris Haselrieder   | ?    |
| 02    | Renata Ścieszka     | ?    |
| 03    | Sonja Leitner       | ?    |
| 04    | Brigitte Feinig     | ?    |
| 05    | Natalie Obkircher   | ?    |
| 06    | Evi Mitterstieler   | ?    |
| 07    | Renate Koch         | ?    |
| 08    | Alexandra Obkircher | ?    |
| 09    | Juliane Bischofer   | ?    |
| 10    | Małgorzata Bittel   | ?    |

20 Rodlerinnen kamen in die Wertung.

## Doppelsitzer
| Platz | Name                                       | Zeit |
| ----- | ------------------------------------------ | ---- |
| 01    | Krzysztof Niewiadomski – Oktawian Samulski | ?    |
| 02    | Iwan Mahlknecht – Harald Zöggeler          | ?    |
| 03    | Reinhard Beer – Herbert Pilz               | ?    |
| 04    | Roland Niedermair – Hannes Pichler         | ?    |
| 05    | Boštjan Rožič – Matjaž Rožič               | ?    |
| 06    | Roman Frasek – Eugeniusz Frasek            | ?    |
| 07    | Sergei Aleksenko – Oleg Janow              | ?    |
| 08    | Markus Lagger – Wolfgang Töplitzer         | ?    |
| 09    | Bruno Hochstaffel – Manfred Flatscher      | ?    |
| 10    | Kazimierz Pilarz – Sebastian Fender        | ?    |

14 Doppelsitzer kamen in die Wertung.

## Medaillenspiegel
| Platz | Land       | Gold | Silber | Bronze | Gesamt |
| ----- | ---------- | ---- | ------ | ------ | ------ |
| 1.    | Polen      | 2    | 1      | —      | 3      |
| 2.    | Italien    | 1    | 1      | 1      | 3      |
| 3.    | Österreich | —    | 1      | 2      | 3      |